# Riserva naturale Mont Mars
La riserva naturale Mont Mars (in francese, Réserve naturelle du Mont Mars) è un'area naturale protetta ubicata in Valle d'Aosta, creata nel 1993 nel comune di Fontainemore.
Si tratta dalla più grande tra le riserve naturali istituite dalla Regione Autonoma Valle d'Aosta.

## Territorio

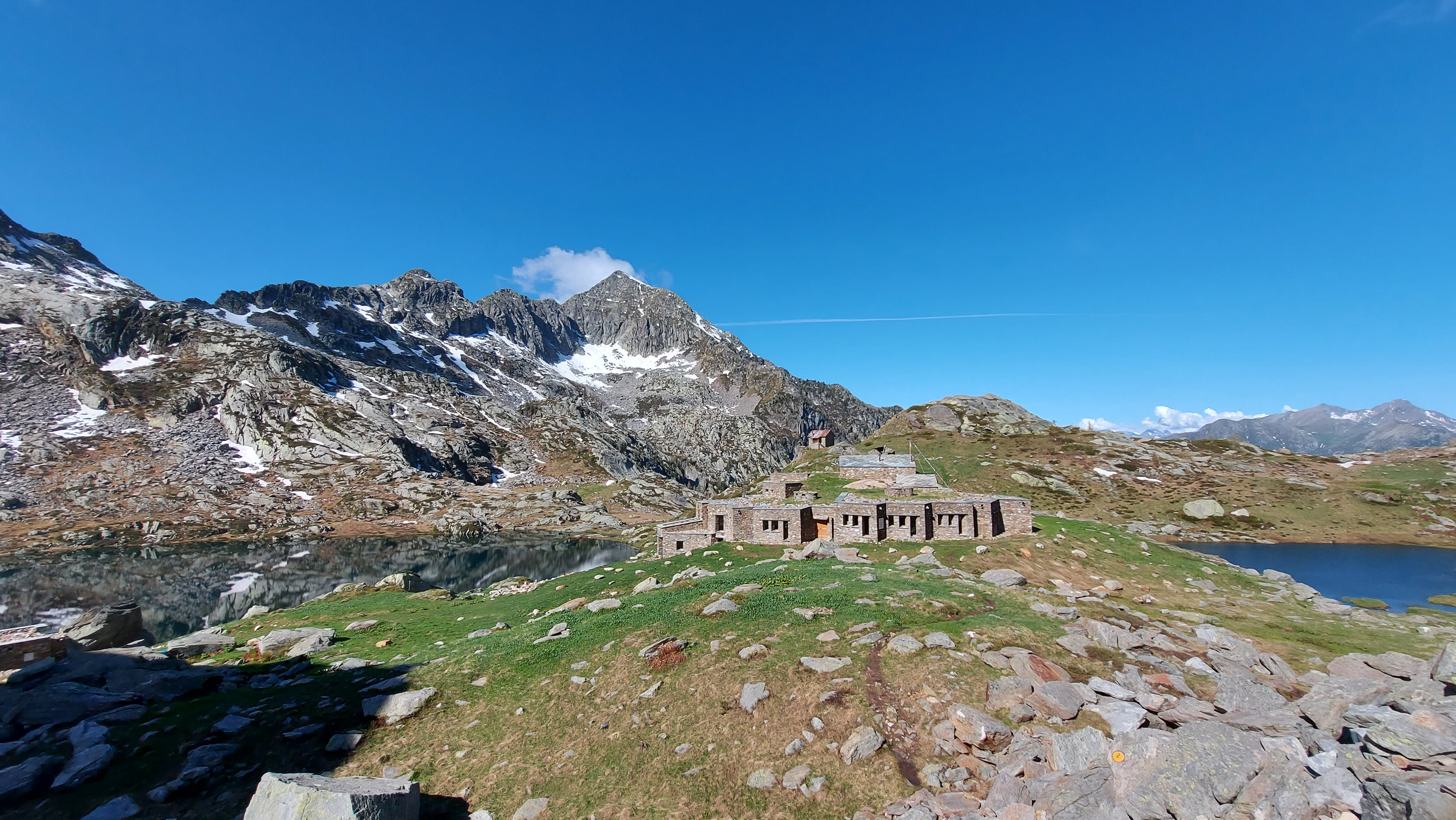
Rifugio e Lac de Barme

La riserva è collocata sulla parte settentrionale del versante valdostano del mont Mars, nella valle del Lys, alla testata del vallone del torrente Pacoulla; tutela un territorio compreso tra la vetta del Mars (2600 m s.l.m.) e i 1670 metri di quota.
Sono presenti varie tipologie di ambiente alpino quali boschi, pascoli, praterie alpine, pietraie, pareti rocciose, laghi e zone umide. Tra gli specchi d'acqua si possono ricordare il lago Vargno, il Lac de Barme, il lago Bonnel e il lago Long.

## Zona di protezione speciale
Il Mont Mars è stato indicato come zona di protezione speciale con codice pSIC - ZPS IT1203070 per una superficie di 380 ettari.

## Fauna
La fauna è quella tipica delle zone alpine e comprende, tra i mammiferi, la marmotta, la lepre variabile e il camoscio. Tra gli uccelli sono presenti il codirosso spazzacamino, il culbianco, il fagiano di monte, il fringuello alpino, il gracchio alpino, la nocciolaia, la pernice bianca, il sordone e, nei pressi delle zone lacustri e dei torrenti, il merlo acquaiolo.

## Luoghi d'interesse

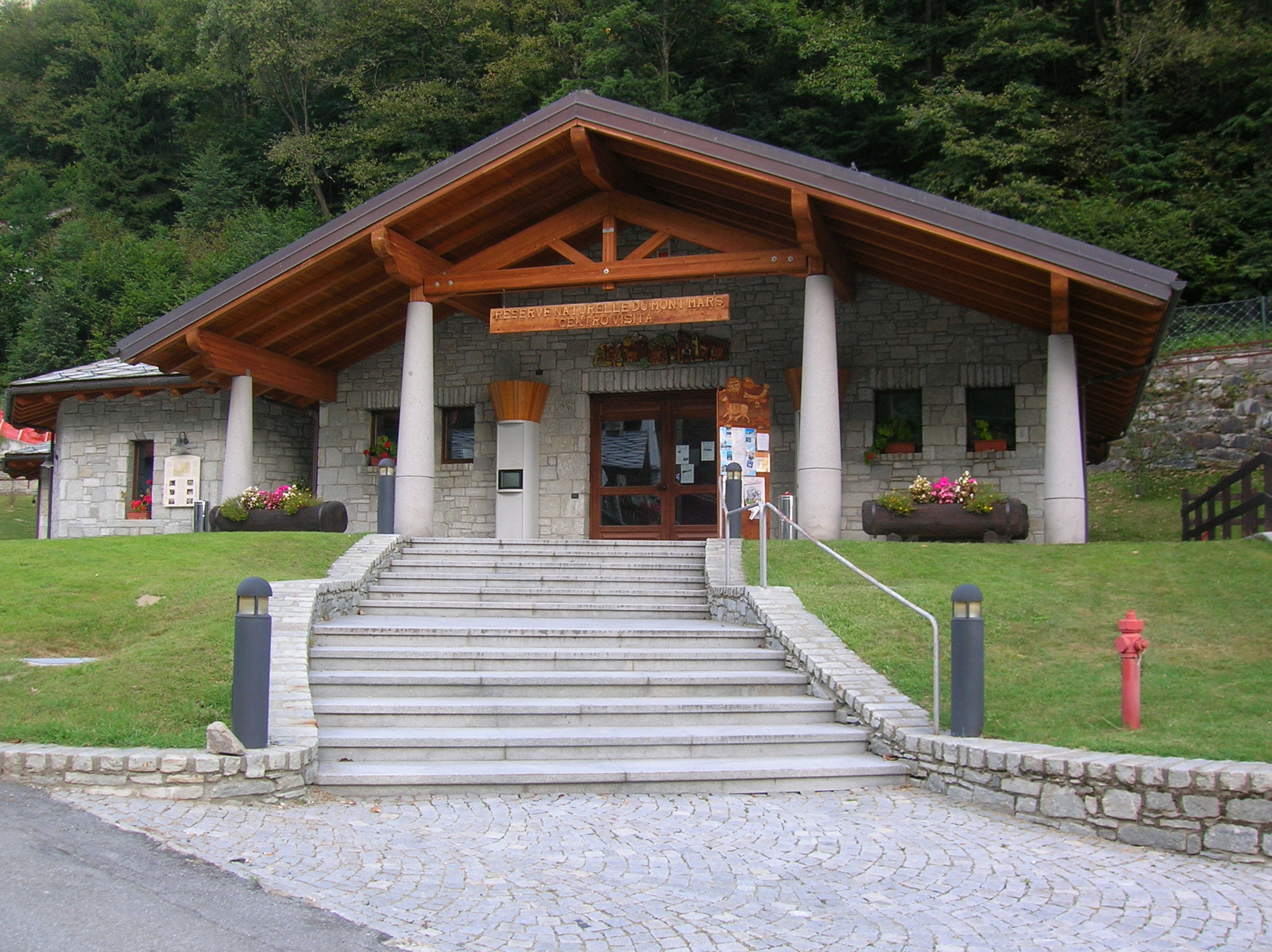
Il centro visitatori

- In frazione Niana si trova un percorso litologico attrezzato su "Le pietre del Lys"
- In località Pra dou Sas si trova l'Ecomuseo della media montagna[5][6]
- Al centro visitatori della riserva sono visitabili le esposizioni permanenti "La fauna della Riserva" e "La processione di Oropa"[7]